# EI Гончих Псов
EI Гончих Псов (лат. EI Canum Venaticorum) — тройная звезда в созвездии Гончих Псов на расстоянии приблизительно 485 световых лет (около 149 парсек) от Солнца. Возраст звезды определён как около 10,9 млрд лет.
Пара первого и второго компонентов — двойная затменная переменная звезда типа W Большой Медведицы (EW). Звёздная величина диапазона белого звезды — от +12,6m до +11,82m. Орбитальный период — около 0,2608 суток (6,2584 часа).
Открыта группой астрономов проекта ROTSE-1 в 2000 году**.

## Характеристики
Первый компонент — оранжевый карлик спектрального класса K3V-K5V, или K5. Масса — около 0,93 солнечной, радиус — около 0,85 солнечного, светимость — около 0,34 солнечной. Эффективная температура — около 4410 K.
Второй компонент — оранжевый карлик спектрального класса K. Масса — около 0,41 солнечной, радиус — около 0,59 солнечного, светимость — около 0,16 солнечной. Эффективная температура — около 4341 K.
Третий компонент — красный карлик спектрального класса M. Масса — не менее 0,135 солнечной. Орбитальный период — около 4,96 года.